# Nag Hammadi

Nag Hammadi (àrab, نجع حمادي) és un llogaret d'Egipte a la riba occidental del Nil, al sud-est d'Abidos i al nord-oest de Tebes, que en època clàssica fou una ciutat anomenada Khenoboskion (grec, Χηνοβόσκιον), on el 320 sant Pacomi va fundar el primer monestir cristià d'Egipte. En l'actualitat, té uns 30.000 habitants que es dediquen primordialment a l'agricultura (sucre), i a la producció d'alumini en una fàbrica propera (Aluminium City).
És famós perquè, el 1945, dos camperols egipcis hi van trobar una gran col·lecció d'antics manuscrits cristians que havien estat copiats pels monjos vers el 367 (els evangelis de Tomàs, Felip i Valentí, entre d'altres) i compilats en una dotzena de llibres enquadernats en cuiro. Aquest llibres foren dipositats en una urna segellada i amagada entre les roques properes al penya-segat oriental de la vall del riu Nil. El document està format per unes 11.100 pàgines de manuscrits en papir amb traduccions dels originals grecs al copte.